# Sjuttonpunktsöverenskommelsen

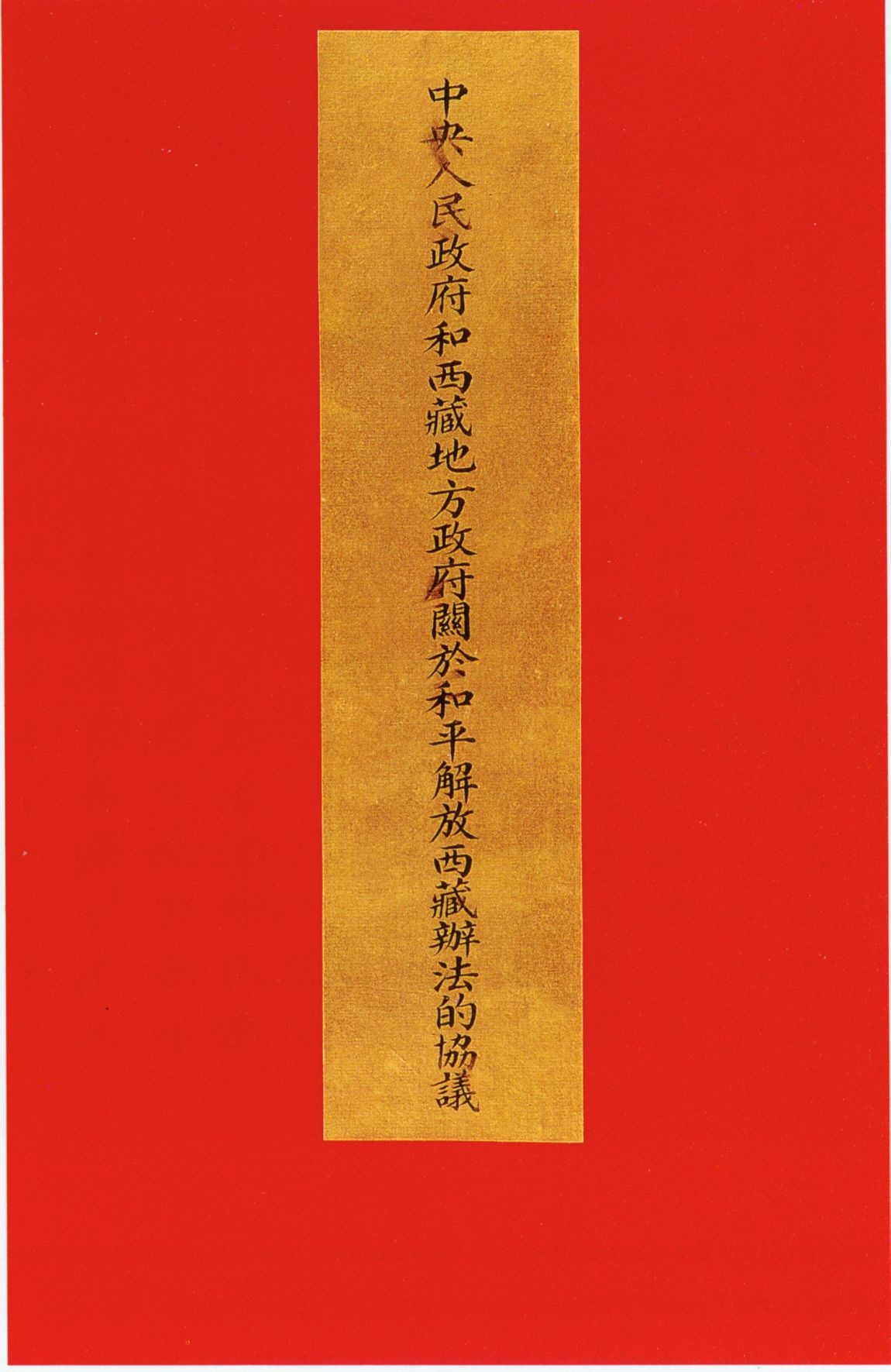
Omslaget på avtalet med kinesisk text.

Sjuttonpunktsöverenskommelsen var en överenskommelse som träffades mellan Tibets regering och Folkrepubliken Kinas regering i Peking den 23 maj 1951. Enligt överenskommelsen erkände Dalai Lamas regering Kinas suveränitet över Tibet medan Kinas regering gjorde utfästelser att tibetanerna skulle få åtnjuta självstyre och att inga sociala reformer skulle påtvingas Tibet.
Den tibetanska delegationen leddes av Ngabö Ngawang Jigme och bestod även av Dzasak Khemey Sonam Wangdi, Khentrung Thuptan, Tenthar, Khenchung Thuptan Lekmuun Rimshi och Samposey Tenzin Thondup. Den kinesiska delegationen leddes av Li Weihan och bestod förutom honom av Zhang Jingwu, Zhang Guohua och Sun Zhiyuan.
Efter det tibetanska upproret 1959 tog både Dalai Lama och den kinesiska regeringen avstånd från avtalet. Dalai Lama hävdade att den kinesiska regeringen hade brutit mot avtalet genom att försöka tvinga på tibetanerna socialistiska reformer, medan den kinesiska regeringen hävdade att Dalai Lama brutit mot avtalet genom att stödja upproret 1959.